# Vucub Caquix
Vucub-Caquix (Quiché : Wuqub Kaqix, [ʋuˈquɓ kaˈqiʃ], signifiant peut-être sept-ara) est le nom d'un démon oiseau vaincu par les héros jumeaux d'un mythe quiché-maya conservé dans un document du XVIIIe siècle, intitulé Popol Vuh. L'épisode de la défaite du démon est déjà connu à la fin de la période préclassique, avant le IIIe siècle. Il est également le père de Zipacna, une divinité démoniaque de la pègre, et de Cabrakan, le dieu des tremblements de terre.

## Le mythe de Quiché
Vucub-Caquix est décrit comme un oiseau puissant prétendant être le soleil et la lune du monde crépusculaire entre l'ancienne création et la présente. Selon la culture Quiché moderne, son nom fait référence aux sept étoiles de l'astérisme de la Grande Ourse. Le faux oiseau soleil-lune est abattu de son arbre avec une sarbacane par Hun-Ahpu, l'un des jumeaux maya héroïque, mais réussit à couper le bras du héros. Cependant, le démon est privé de ses dents, de ses yeux, de ses richesses et de son pouvoir. Ensemble, les jumeaux deviennent alors le soleil et la lune de la création actuelle. L'épisode n'est que vaguement lié à l'histoire principale des jumeaux et est variée par d'autres mythes de héros mésoaméricains. Il s'apparente également à certaines scènes de l'art maya datant du VIIIe siècle et avant.

## Les jumeaux tirant sur Vucub-Caquix : scènes antérieures

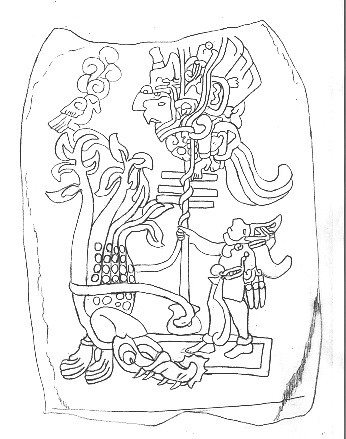
Homme au bras mutilé tenant un poteau avec un démon oiseau perché, Izapa stela 25.

L'épopée de Popol Vuh du XVIe siècle permet d'interpréter certains monuments de pierre anciens ainsi que des scènes de poterie de la période classique. Des références au mythe se trouvent sur la stèle préclassique d'Izapa, près de la côte du Pacifique, où un homme au bras mutilé regarde vers le haut vers un oiseau perché sur un poteau. Ainsi que sur une façade du terrain de balle de Copán, où une tête de serpent-guerrier se trouve entre les pattes d'un grand oiseau qui tient le bras coupé de Hunahpu. Une autre stèle d'Izapa présente deux petits personnages supposés être les héros jumeaux qui flanquent un grand oiseau représentant un descendant (peut-être un ancêtre royal).
Quant aux scènes mayas classiques peintes sur de la poterie, elles montrent Hun-Ahpu pointant sa sarbacane sur un oiseau descendant en pente raide. L'affiliation solaire de (Kinich Ahau) Itzamna fait partie de l'argument pour identifier le Popol Vuh et l'épisode classique, puisque l'aspect solaire du dieu supérieur semble refléter la revendication de statut solaire exprimée par Vucub-Caquix.

### Problèmes avec les identifications Vucub-Caquix
En dehors des représentations sur pierre mentionnées ci-dessus, l'identification des scènes mayas classiques de tir d'oiseaux sur poterie avec le tir de Vucub-Caquix pose problème. D'une part, l'oiseau impliqué est généralement la transformation aviaire du dieu créateur, Itzamna, et le concept d'un dieu créateur généralement vénéré semble être en contradiction avec la nature démoniaque de Vucub-Caquix. 
Deuxièmement, la traque de la divinité principale des oiseaux comprend des éléments étrangers au conte quiché. L'oiseau n'est clairement pas un ara, et au lieu d'être perché dans un arbre, il peut même prendre la forme (trompeuse ?) d'un héron ou d'un oiseau ressemblant à un cormoran assis sur les eaux. 
Troisièmement, et plus fondamentalement, il n'y a aucune raison pour que les jumeaux, étant des chasseurs d'oiseaux, n'aient pas été impliqués dans plus d'un épisode de traque d'oiseaux. En fait, au moins une scène de poterie montre Hun-Ahpu tirant sur un vautour. 
Par conséquent, plutôt que de se référer au conte de Vucub-Caquix, la traque de la divinité principale des oiseaux pourrait bien représenter un épisode de tir d'oiseaux maintenant perdu de la mythologie jumelle. Il semble clair que si une théorie généralisée de Vucub-Caquix s'éclaircit, des questions importantes doivent encore être résolues.